# Mario Mutsch
Mario Mutsch (St. Vith, Bélgica, 3 de septiembre de 1984) es un exfutbolista luxemburgués de origen belga. Jugaba de centrocampista y fue profesional entre 2002 y 2019. Fue internacional con la selección de fútbol de Luxemburgo, de la que fue capitán.

## Carrera
Mario Mutsch debutó en el Spa FC en 2002. Después pasó al RFC Union La Calamine y en 2006, se fue a Alemania para jugar en el Alemannia Aachen II. Desde 2017, hasta su retirada al finalizar la temporada 2018-19, jugó en el FC Progrès Niedercorn de la División Nacional de Luxemburgo.

## Selección nacional
Ha sido internacional con la selección de fútbol de Luxemburgo, ha jugado 102 partidos internacionales y ha anotado 4 goles.

## Clubes
| Club                  | País       | Año       |
| --------------------- | ---------- | --------- |
| Spa FC                | Bélgica    | 2002-2005 |
| RFC Union La Calamine | Bélgica    | 2005-2006 |
| Alemannia Aachen      | Alemania   | 2006-2007 |
| FC Aarau              | Suiza      | 2007-2009 |
| FC Metz               | Francia    | 2009-2011 |
| FC Sion               | Suiza      | 2011-2012 |
| FC St. Gallen         | Suiza      | 2012-2017 |
| FC Progrès Niedercorn | Luxemburgo | 2017-2019 |